# Арга-Юрях (приток Россохи)
Арга́-Юря́х — река в Среднеколымском улусе Якутии, левая составляющая реки Россохи (бассейн Алазеи). Длина реки — 312 км, площадь водосборного бассейна — 5600 км². Образуется при слиянии рек Зея и Таба-Бастаах, стекающих с хребта Улахан-Сис. Течёт по Колымской низменности, озёрность 15,2 %. Питание снеговое, дождевое и налёдное.
Название в переводе с якут. Арҕаа-үрэх — «западная река».